# Dave Legeno
David «Dave» Legeno (Marylebone, Londres; 12 de octubre de 1963 - Valle de la Muerte, California; 12 de julio de 2014) fue un actor británico, boxeador y practicante de artes marciales mixtas. Legeno fue más famoso por su papel de Fenrir Greyback en las películas de Harry Potter.

## Vida y carrera
Legeno trabajó como guardia, cobrador de deudas y luchador antes de convertirse en boxeador. Su apodo en la lucha libre era Lone Wolf.
Se interesó por el mundo de la interpretación cuando leyó Ricardo III, de William Shakespeare. Más tarde estudió artes escénicas en una universidad en Estados Unidos antes de empezar a tener papeles en anuncios.
El debut de Legeno en una película fue en Snatch, del director Guy Ritchie, interpretando el papel de John. Desde entonces tuvo papeles en películas como Batman Begins, Elizabeth: la edad de oro y Centurión o Harry Potter y el misterio del príncipe. También participó en el videojuego The Getaway: Black Monday, poniéndole voz al protagonista, Eddie O'Connor.
Vivió al sur de Inglaterra con su hijo.
Le interesaba la poesía, leer y tocar la guitarra. Su lema era "combatir, buscar y no ceder".

## Fallecimiento
Legeno fue encontrado muerto por dos excursionistas en un área al oeste del Parque nacional del Valle de la Muerte, en California, señaló el portavoz de la oficina del Sheriff del Condado de Inyo, Carma Roper. De acuerdo con los datos previos de la policía, pudo haber muerto varios días antes de que fuera descubierto su cuerpo.
Aparentemente su muerte se debió a un golpe de calor, ya que en el Valle de la Muerte se llegan a registrar temperaturas superiores a los 50 °C durante el verano.

## Récord en artes marciales mixtas
| Resultado | Récord | Oponente       | Método                      | Evento       | Fecha                    | Ronda | Tiempo | Localización | Notas |
| --------- | ------ | -------------- | --------------------------- | ------------ | ------------------------ | ----- | ------ | ------------ | ----- |
| Victoria  | 4–3    | Herb Dean      | TKO (lesión en el ojo)      | Cage Rage 22 | 14 de julio de 2007      | 1     | 5:00   | Londres      |       |
| Victoria  | 3–3    | Dan Severn     | Decisión (unánime)          | Cage Rage 20 | 10 de febrero de 2007    | 3     | 5:00   | Londres      |       |
| Victoria  | 2–3    | Alan Murdock   | Sumisión (rear-naked choke) | Cage Rage 19 | 9 de diciembre de 2006   | 1     | 4:10   | Londres      |       |
| Victoria  | 1–3    | Kimo Leopoldo  | Sumisión (guillotine choke) | Cage Rage 18 | 30 de septiembre de 2006 | 1     | 3:21   | Londres      |       |
| Derrota   | 0–3    | Mark Epstein   | KO (golpes)                 | Cage Rage 17 | 1 de julio de 2006       | 1     | 0:45   | Londres      |       |
| Derrota   | 0–2    | Ikuhisa Minowa | Sumisión (achilles lock)    | Cage Rage 15 | 4 de febrero de 2006     | 1     | 2:21   | Londres      |       |
| Derrota   | 0–1    | Alan Murdock   | Sumisión (armbar)           | Cage Rage 14 | 3 de diciembre de 2005   | 1     | 4:07   | Londres      |       |

## Filmografía

### Cine
| Año  | Título                                             | Papel                             |
| ---- | -------------------------------------------------- | --------------------------------- |
| 2000 | Snatch                                             | John                              |
| 2005 | Batman Begins                                      | Miembro de la Liga de las Sombras |
| 2006 | Stormbreaker                                       | Bear                              |
| 2007 | Outlaw                                             | Ian Furlong                       |
| 2007 | Rise of the Footsoldier                            | Big John                          |
| 2007 | Elizabeth: la edad de oro                          | Ejecutor                          |
| 2008 | The Cottage                                        | El granjero                       |
| 2009 | Harry Potter y el misterio del príncipe            | Fenrir Greyback                   |
| 2009 | Command Performance                                | Oleg Kazov                        |
| 2009 | 44 Inch Chest                                      | Brighton Billy                    |
| 2010 | Centurión                                          | Vortix                            |
| 2010 | Dead Cert                                          | Yuvesky                           |
| 2010 | Bonded by Blood                                    | Jack Whomes                       |
| 2010 | Harry Potter y las Reliquias de la Muerte: parte 1 | Fenrir Greyback                   |
| 2011 | Harry Potter y las Reliquias de la Muerte: parte 2 | Fenrir Greyback                   |
| 2011 | The Incident                                       | J.B.                              |
| 2011 | Big Fat Gypsy Gangster                             | Gypsy Dave                        |
| 2012 | Snow White & the Huntsman                          | Broch                             |
| 2012 | The Raven                                          | Percy                             |
| 2014 | The Last Knights                                   | Olaf                              |
| 2014 | Sword of Vengeance                                 | Oscar                             |
| 2014 | Petroleum Spirit                                   | Ivan                              |

### Televisión
| Año       | Título             | Papel                     |
| --------- | ------------------ | ------------------------- |
| 2000      | Hope and Glory     | Guerrero Royston          |
| 2002-2003 | The Bill           | Ciclista / Pete Wilson    |
| 2003      | Ed Stone Is Dead   | Hombre musculoso          |
| 2004-2005 | EastEnders         | Tudor                     |
| 2005      | The Last Detective | Justin                    |
| 2010      | Doble Identidad    | Gilles Rigaut             |
| 2010      | Lennon Naked       | Les                       |
| 2013      | Ripper Street      | George                    |
| 2011-2014 | Borgia             | Guidebaldo de Montefeltro |